# God has a plan for us all
God has a plan for us all is het debuutalbum van de Zweeds/Engelse Orchestral Metal-formatie Angtoria van Cradle of Filth achtergrondzangeres Sarah Jezebel Deva en de broers Chris en Tommy Rehn. De baslijnen zijn ingespeeld door de sessiemuzikant Dave Pybus, de bassist van Cradle of Filth en de drum is ingespeeld door Andreas Brobjer.
In april 2006 kwam dit album via Listenable Records uit. Het is door de internationale pers grotendeels goed ontvangen.
De speciale editie van het album, dat gelimiteerd is tot 3000 stuks wereldwijd, was al snel uitverkocht.
Voor het titelnummer is een videoclip opgenomen.
De songteksten gaan voornamelijk over controversiële zaken als kindermisbruik door kerkelijke personen, zelfmutilatie, mishandeling en zijn erg persoonlijk. Ook zijn er opbeurende teksten, zoals de tekst van I'm Calling en That's what the wise lady said.
Volgens Sarah Jezebel Deva slaat de titel op de smoes die religieuze personen vaak gebruiken om misstappen in religieuze kringen goed te praten: Zo heeft God het bedoeld.

## Tracklist
1. The awakening
2. I'm calling
3. God has a Plan for us all
4. Suicide on my mind
5. Deity of disgust
6. The addiction
7. Six feet under's not deep enough
8. Do you see me now
9. Original sin (the Devil's waiting in the wing)
10. Hell hath no fury like a woman scorned
11. Confide in me
12. That's what the wise lady said
13. A child that walks the path of a man (bonustrack op de speciale editie)